# Geschiedenis van Groningen

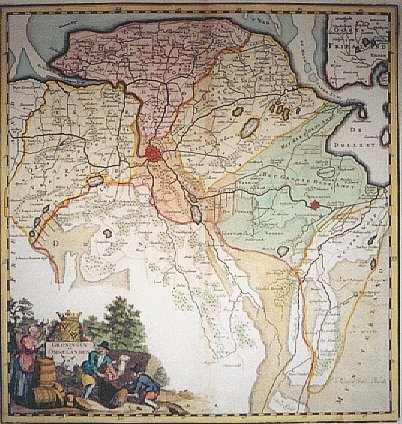
De Ommelanden, het Gorecht, het Oldambt en Westerwolde in de 16e eeuw

Groningen is zowel een stad als een provincie. De geschiedenis van de stad is niet te begrijpen zonder kennis van de Ommelanden, de geschiedenis van de provincie is ook niet te begrijpen zonder begrip van de bijzondere positie van de enige grote stad in de provincie. In dit artikel worden daarom zowel de geschiedenis van de Ommelanden als de geschiedenis van de stad behandeld.

## Prehistorie en oudheid

### Landschapsvorming

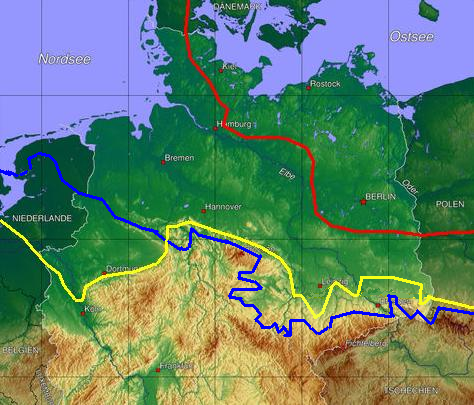
Maximale ijsuitbreiding in verschillende perioden, Groningen lag tweemaal onder het ijs, in het Elsterien en het Saalien.

Het tijdperk waarin de geschiedenis van Groningen haar begin vond was het pleistoceen (zo'n 200.000 jaar geleden), dat werd gekenmerkt door wisselende warme en koude periodes. Tijdens deze koude periodes (Elsterien en Saalien) kwamen er lange zware ijstongen, ook wel gletsjers genoemd, over Nederland, ten noorden van de tegenwoordige grote rivieren, te liggen. Deze trokken zich in de volgende warme periode weer terug. In deze warme periodes kwamen er rivieren over Nederland te liggen die zand, grind en ander fijn materiaal sedimenteerden. Voor Groningen betrof dit de Eems, die volgens sommigen toen nog door het tegenwoordige Westerwolde stroomde. Na deze warme periode volgde er weer een koudere periode (Saalien; 238.000 tot 126.000 jaar geleden). Ook tijdens deze periode kwam het landijs in Nederland, tot aan de grote rivieren. Door de enorme druk van het gewicht van de gletsjers die twee keer over Noord-Nederland zijn getrokken, is de grond daar langzaam samengeperst en ingezakt. Ook de aanwezigheid van keileem maakte de grond "waterdicht". Het Saalien was de laatste periode waarin landijs tot in Noord-Nederland kwam. Toen werd de Hondsrug gevormd.
Tijdens het einde van de laatste ijstijd, het Weichselien, zo’n 12.000 jaar geleden, steeg de waterspiegel van de Noordzee snel. Hierdoor werd de afwatering van het gebied dat men tegenwoordig kent als de provincie Groningen, slechter. Door de "waterdichte" ondergrond ontstond er een uitgebreid moerasgebied, dat later ook wel het Bourtangermoeras genoemd werd. Dit gebied strekte zich uit over Groningen, Drenthe, Friesland en het Eemsland. Vanuit het zuidoosten werd dit gebied doorsneden door een lange zandrug met allerlei kleine uitsteeksels en uitlopers: de Hondsrug. Deze strekt zich tegenwoordig uit over een afstand van ongeveer zestig kilometer van Emmen in zuidoost Drenthe tot voorbij de tegenwoordige stad Groningen waar het geleidelijk onder de kleibedekking verdwijnt.

### Eerste menselijke bewoning

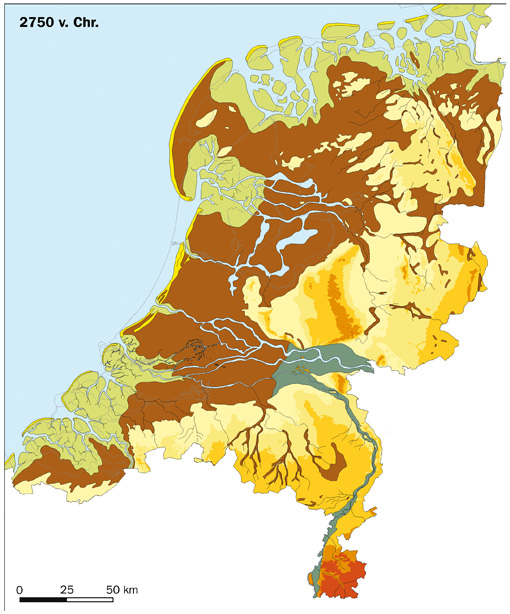
Nederland rond 2750 v.Chr.

Vroege bewoningssporen zijn onder andere middenpaleolithische vondsten in De Wijert-Zuid en Noordhorn (30.000 jaar geleden of eerder) en een tijdelijk kampement uit de Hamburgcultuur bij Sassenhein, ca. 13.000 jaar geleden. De zandruggen werden al sinds het Neolithicum (5000-2000 v.Chr.) bewoond door mensen van pre-Indo-Germaanse herkomst. De hunebedden, waarvan 52 in Drenthe en twee in Groningen resteren, zijn daarvan het bewijs. Het noordelijkste hunebed van Nederland (G5) werd gevonden onder de wierde van Heveskesklooster. Het is het enige bekende hunebed van Nederland dat niet op het Drents plateau lag. buiten de zandgronden kunnen meerdere hunebedden bedekt zijn geraakt door kleilagen. Het andere nog zichtbare Groningse hunebed (G1) ligt bij Noordlaren, wel op het zand, vlak tegen de huidige grens met Drenthe. Zeker is dat er zowel in Groningen als Drenthe meer hunebedden geweest zijn dan nu bekend. Van drie verdwenen Groningse hunebedden (G2 t/m G4) is vastgesteld dat ze ooit bestaan hebben, daarvan is G2 uitvoerig opgegraven en onderzocht. Ook andere archeologische vondsten bevestigen dat er in de huidige provincie Groningen al vroeg bewoning plaatsvond.
In de vroege ijzertijd, 600-400 v.Chr. werden ook de lager gelegen leemgebieden bevolkt, doordat de zandruggen langzaam smaller werden. Sinds het einde van de Bronstijd (700 v.Chr.) hadden zich steeds meer Ingvaeones in het gebied gevestigd. Deze volksstam van de Westgermanen stamde oorspronkelijk uit zuidelijk Scandinavië. De naam Ingvaeones is afgeleid van de God Inguz. Inguz is een andere naam voor de Germaanse God Freyr. Stammen van de Ingvaeonen waren de Saksen, Friezen, Chauken, Jutten, Angelen, Warnen, Kimbren en Teutonen. De Friezen waren het meest actief in het gebied dat nu de provincie Groningen is, en vormt met de huidige provincie Friesland tot aan de huidige regio West-Friesland het stamland der Friezen.

### Wierden
Vanaf 400-200 v.Chr. vonden voor het eerst duidelijke culturele veranderingen plaats. Deze hadden mogelijk te maken met de nieuwe stijging van de zeespiegel, die werd ingeluid door het begin van een nieuw warm tijdperk. Om de regelmatige overstromingen van hun huizen, later hun gehele dorpen, tegen te gaan, begon de bevolking tussen Eems en Lauwers (tegenwoordig Groningen) kunstmatige wallen - zogenaamde wierden of warden - op te werpen. In Friesland ten oosten van de Eems worden deze warften genoemd, en in Friesland ten westen van de Lauwers spreekt men van terpen. Deze lagen veelal al op de hogere plaatsen in het landschap.
Toen de zeespiegel nog verder steeg en hierdoor meer en meer ernstige overstromingen plaatsvonden werd de hoogte van de wierden hierop aangepast. Tegenwoordig wordt dit tijdperk verdeeld in perioden die overeenkomen met stijging en daling van de zeespiegel en de mate van bouwactiviteit aan de wierden.
Er worden drie verschillende perioden onderscheiden: de eerste begon rond 500 v.Chr., de tweede rond 200 v.Chr. tot 50 n.Chr. en de derde begon rond 700 na Chr. Vanaf het jaar 250 steeg de zeespiegel zo snel dat vrijwel alle bewoners de leemgebieden verlieten en er pas rond het jaar 400 voor het eerst weer terugkeerden. Van een aantal wierden is echter aangetoond, onder meer Ezinge, dat deze onafgebroken bewoond zijn gebleven.
De kaart van Groningen wordt in deze periode ingrijpend gewijzigd. De Lauwerszee ontstaat, waarbij waarschijnlijk nederzettingen in het water zijn verdwenen. De inbraak van het water is zo heftig dat Middag en Humsterland, en het gebied van de latere gemeente De Marne, eilanden worden. Een vergelijkbaar proces zal zich enige eeuwen later herhalen bij de vorming van de Dollard.

### Romeinse tijd
Julius Caesar had het Keltische Gallië (tegenwoordig Frankrijk en België) tussen 58 en 50 v.Chr. veroverd en de grenzen van het Romeinse rijk daardoor tot aan de Rijn verlegd. Toen keizer Augustus voor het eerst in 28 v.Chr. de grenzen tot aan de Elbe wilde uitbreiden kwamen de Friezen onder Romeins gezag. In hoeverre het huidige Groningen ook daadwerkelijk onder Romeinse heerschappij heeft gestaan is niet duidelijk.
Drusus, de stiefzoon van Augustus en legeraanvoerder, kwam in 12 v.Chr. tot wapenstilstand met de Friezen. Hij liet ze slechts regelmatig belasting betalen in de vorm van koeienhuiden. Toen de belasting steeds hoger werd en de Romeinen steeds vaker Friese vrouwen en kinderen meenamen voor slavernij verzette de Friese bevolking zich tegen de bezetting. Bij de gevechten die volgden leden de Romeinen een nederlaag. Zij trokken zich terug en verlieten vervolgens het gebied.

## Vroege middeleeuwen

### Volksverhuizing en Friese koningen
De periode tussen de Romeinse overheersing en de opkomst van Friese koningen, ruwweg de periode tussen 100 en 500, behoort nog tot de prehistorie. De huidige stad Groningen was in deze periode al een bewoonde plaats. In de provincie, met name in het Westerkwartier en Hunsingo was sprake van een groei van het aantal bewoonde wierden. Hoewel aangenomen wordt dat het gehele Nederlandse kustgebied na de Romeinse tijd grotendeels ontvolkt raakte zijn er archeologische vondsten gedaan die er op wijzen dat een aantal wierden, bijvoorbeeld Ezinge, onafgebroken bewoond zijn gebleven. Ook na de Grote Volksverhuizing worden de wierden door Friezen bewoond, hoewel met schriftelijke bronnen niet een directe band met de Frisii uit de Romeinse geschiedschrijving aan te tonen is. Het gebied tussen Lauwers en Eems maakte in de vroege middeleeuwen onderdeel uit van het Friese stamgebied. Uit deze tijd zijn twee namen van koningen bekend, Aldgisl en Radboud. Na de Slag aan de Boorne in 734 werd het Friese stamgebied ten westen van de Lauwers onderdeel van het Frankische rijk. Met de overwinning van Karel de Grote op Widukind in 783 veroverden de Franken ook het Friese stamgebied tussen de Lauwers en de Wezer.

### Kerstening

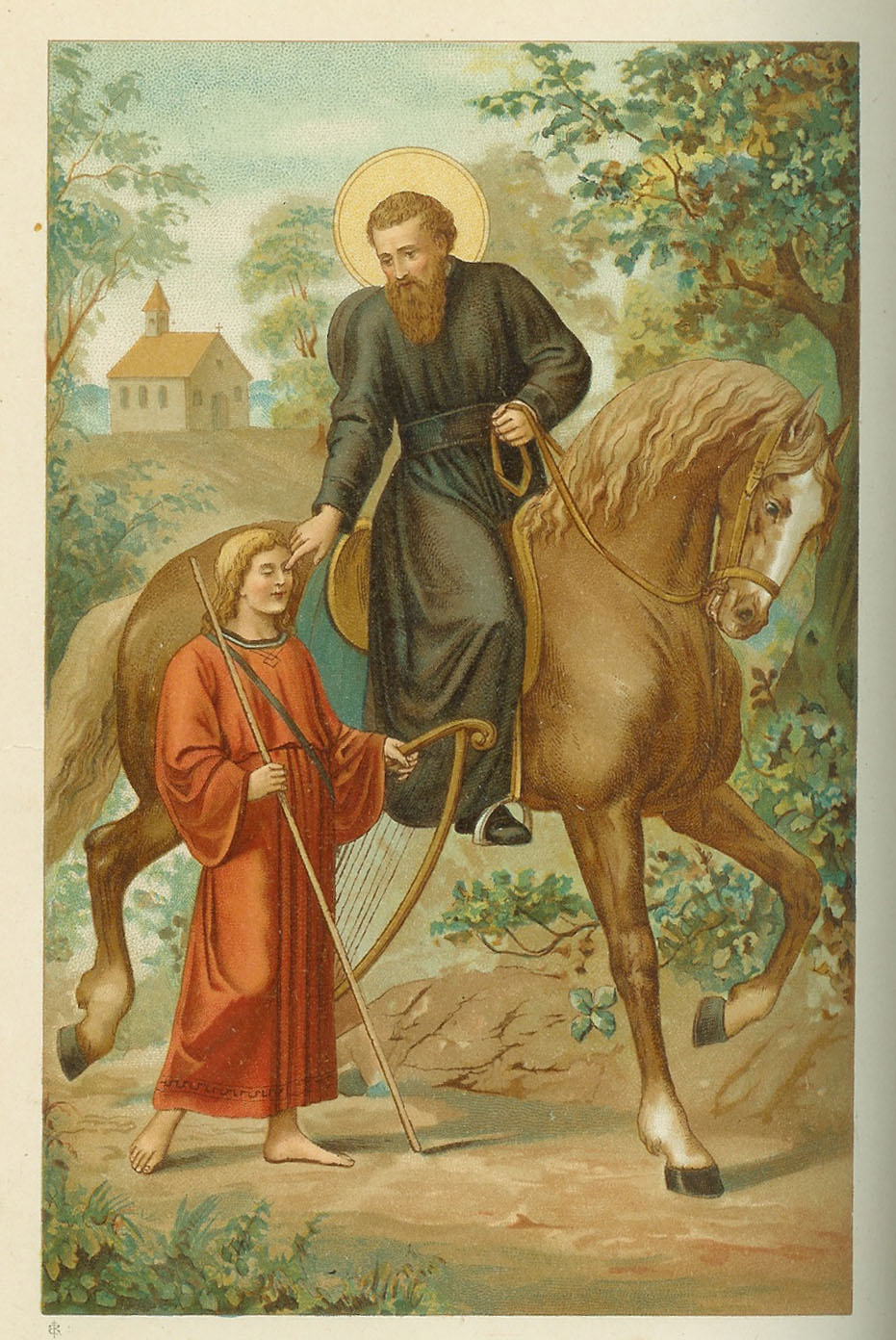
Liudger en Bernlef

Groningen maakte zoals gezegd in de vroege middeleeuwen deel uit van het woongebied van de Friezen. In de achtste eeuw kwamen de Friezen in conflict met de Franken. De Franken bouwden aan hun rijk onder de dynastie van de Karolingen en veroverden grote stukken land, overal in Europa. De Franken probeerden in het nieuw verworven land de bewoners te kerstenen. Het één staat niet los van het ander. Karel de Grote hechtte veel belang aan de bekering tot het christendom van zijn nieuwe onderdanen. Al kort na de nederlaag van Widukind ontvangt de abdij van Echternach in 786/787 land in Humsterland en in Middag. Liudger kreeg toen ook de opdracht Hummerchi, Hunusga en Fivelga te kerstenen. Hij werd later bisschop van Münster, waardoor het grootste deel van de Ommelanden tot het bisdom Münster ging behoren. De eerste kerken zullen waarschijnlijk van hout geweest zijn. Liudger zelf zou er een zestal hebben gesticht. Er waren later proosdijkerken in Baflo, Farmsum, Leens, Loppersum, Oldehove en Usquert. Ook Willehad, later bisschop van Bremen is in deze streken actief geweest.
De Sint Maartenskerk (tegenwoordig Martinikerk genoemd) in de stad is waarschijnlijk de eerste stenen kerk geweest. Oorspronkelijk was ook de Martinikerk een houten kerk, gebouwd rond 800, de eerste stenen kerk is waarschijnlijk gebouwd tussen 925 en 950. De stichter van de eerste Maartenskerk is niet bekend, mogelijk was het Willehad.
De overgang tot het christendom is een proces geweest dat in meerdere fases is verlopen. Uit de tweede fase, die rond de overgang van de tiende en elfde eeuw gedateerd kan worden, stamt de enige echt lokale heilige, Walfridus van Bedum. Hij zou vermoord zijn door de Noormannen. Dat de Noormannen ook het gebied van de huidige provincie Groningen hebben bezocht lijkt waarschijnlijk, maar sluitende bewijzen ontbreken daarvoor. De vita van Walfridus, die de invallen noemt, is waarschijnlijk eind twaalfde eeuw voor het eerst opgetekend.
Bekering tot het christendom was een van de pijlers van het rijk van Karel de Grote. De andere pijler, het feodalisme, heeft in Groningen nimmer echt wortel geschoten.
Er is wel sprake van gouwen, maar een grafelijke dynastie heeft zich nooit ontwikkeld. In hoeverre dat een gevolg was van de Friese vrijheid, een privilege dat door Karel de Grote aan de Friezen verleend zou zijn, is niet bekend. Volgens de Codex Eberhardi schonk een graaf Dirk in de negende eeuw goederen in de Ommelanden (Den Andel) aan de abdij van Fulda.
In 1040 schonk de Duitse koning Hendrik III de stad aan de bisschop van Utrecht, deze stelde in de 13e eeuw burgemeesters aan, die door vertegenwoordigers van burgers konden worden gekozen. Zo kon de stad zich relatief onafhankelijk van de grootgrondbezitter ontwikkelen.

### Van Frankisch naar Rooms-Duits
Bij de deling van het Frankische Rijk in 843 kwam het huidige grondgebied van de provincie Groningen onder de heerschappij van Lotharius I van Midden-Francië. Het verdrag van Ribemont (880) bepaalde dat Midden-Francië o.a. de Lage Landen (met uitzondering van Vlaanderen) af moest staan aan Oost-Francië, dat in 962 werd omgedoopt tot het "Heilige Roomse Rijk"; sindsdien stond Groningen onder de Rooms-Duitse koningen en keizers.

## Hoge middeleeuwen

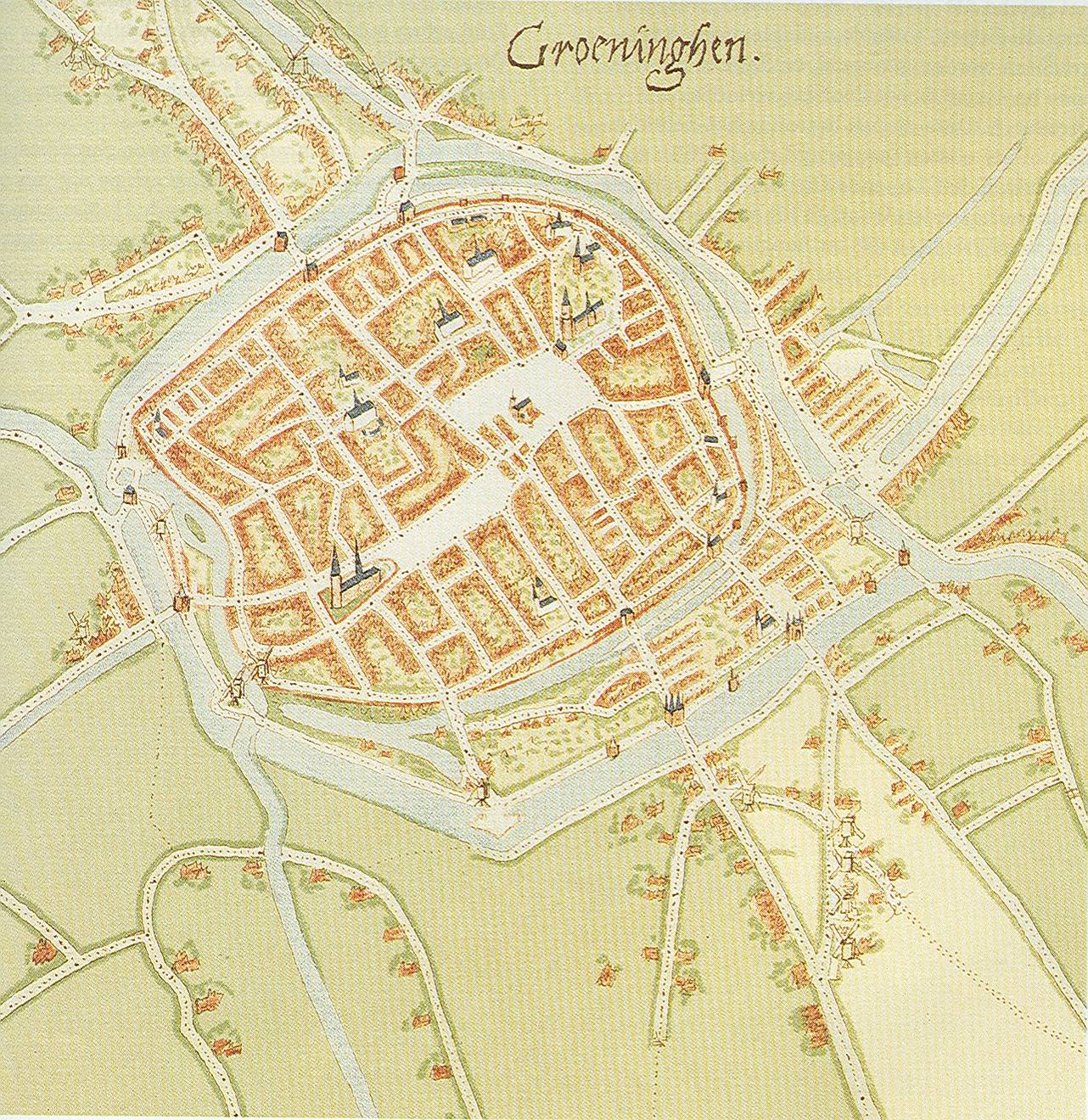
Groningen rond 1562 (Jacob van Deventer)

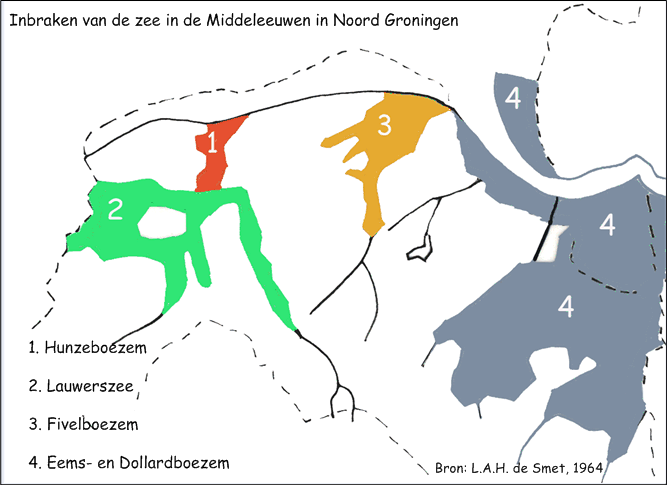
Middeleeuwse inbraken van de zee.

### Stad Groningen
Archeologische vondsten op de noordelijke Hondsrug gaan terug tot ruim 13.000 jaar geleden. Groningen ontstond in de ijzertijd en moet van oorsprong een Saksisch dorp geweest zijn met een eigen marke en twee brinken. De stad Groningen is ontstaan uit een blokkenpatroon gebaseerd op twee noord-zuidassen (de primaire Herestraat-Oude Boteringestraat en de secundaire oostelijker gelegen Oosterstraat-Oude Ebbingestraat) en een haaks erop staande oost-westas (Poelestraat-Grote Markt zuidzijde-Vismarkt noordzijde (Glènne Riepe)-Akerkhof noordzijde-Brugstraat). De stad was oorspronkelijk opgedeeld in 6 kluften, die in de loop der tijd teruggebracht werden tot 4 kluften:
1. de Assingekluft of Asselingekluft, later Boteringekluft genaamd;
2. de Ebbingekluft;
3. de Gelkingekluft, later onderdeel van de Oosterkluft;
4. de Gaddingakluft, Gaddingekluft, Haddingekluft of Lyaddingekluft, later onderdeel van de Oosterkluft;
5. de Utingekluft of Utinghekluft ("Nederkluft"), later opgegaan in de Akluft en tegenwoordig A-kwartier genoemd;
6. de Westerkluft, later opgegaan in de Akluft en tegenwoordig A-kwartier genoemd;

Elke kluft bestond uit 13 tot 17 rotten of buurten.
Het dorp lag op de grens van Drenthe en de Groter-Friese kleigebieden aan de enige verbindingsroute tussen beide streken aan de rivieren Drentsche Aa en de Hunze. Die gunstige ligging heeft de geschiedenis van de stad voor een groot deel bepaald.
In de 8e eeuw werd de plaats onderdeel van het Frankische Rijk en vervolgens van het Heilige Roomse Rijk. De huidige stad Groningen verschijnt in 1040 voor het eerst in een geschreven bron als "Villa Cruoninga", een plaats in Drenthe. Deze vermelding betrof een schenking aan de kerk van Utrecht. De Duitse keizer schonk een hof dat waarschijnlijk al dateerde uit de tijd van Karel de Grote aan het bisdom. Niet alleen de hof werd geschonken, ook verkreeg de bisschop het muntrecht en andere rechten die er op wijzen dat Groningen al een zekere stedelijke functie vervulde. Mede door de schenking ging de stad en de directe omgeving, het Gorecht, zowel kerkelijk als bestuurlijk deel uitmaken van het bisdom Utrecht. De huidige provincie behoorde grotendeels tot het bisdom Münster. Westerwolde en een deel van het Reiderland hoorden kerkelijk bij het bisdom Osnabrück.
De stad Groningen was nimmer een rustig bezit voor het bisdom Utrecht. Daarvoor was de afstand tussen Utrecht en Groningen waarschijnlijk ook te groot. Tijdens de heerschappij van bisschop Hartbert van Bierum (1139 - 1150) ontstond een opstand in de stad Groningen. Nadat de bisschop deze opstand had neergeslagen, maakten de bisschop en de stad een afspraak geen muur rondom de stad te bouwen, een afspraak waar de Stadjers zich niet lang aan hielden. De bisschop verdeelde grofweg zijn grondgebied onder zijn familie. Zijn oudere broer Ludolf werd prefect van de stad, zijn jongere broer Leffart kreeg het Huis te Coevorden in het zuidoosten van Drenthe en daarmee de controle over de enige weg door het Bourtangermoeras van Drenthe naar Duitsland.
Groningen was in deze periode een internationaal ingestelde handelsstad. Kooplieden uit de stad worden genoemd in oorkonden uit meerdere gebieden. In Engeland worden voorrechten verleend aan handelaren uit de stad, hetgeen wijst op een regelmatige handel. Munten uit de stad zijn teruggevonden in het Oostzeegebied.

### De Ommelanden, Friese Vrijheid

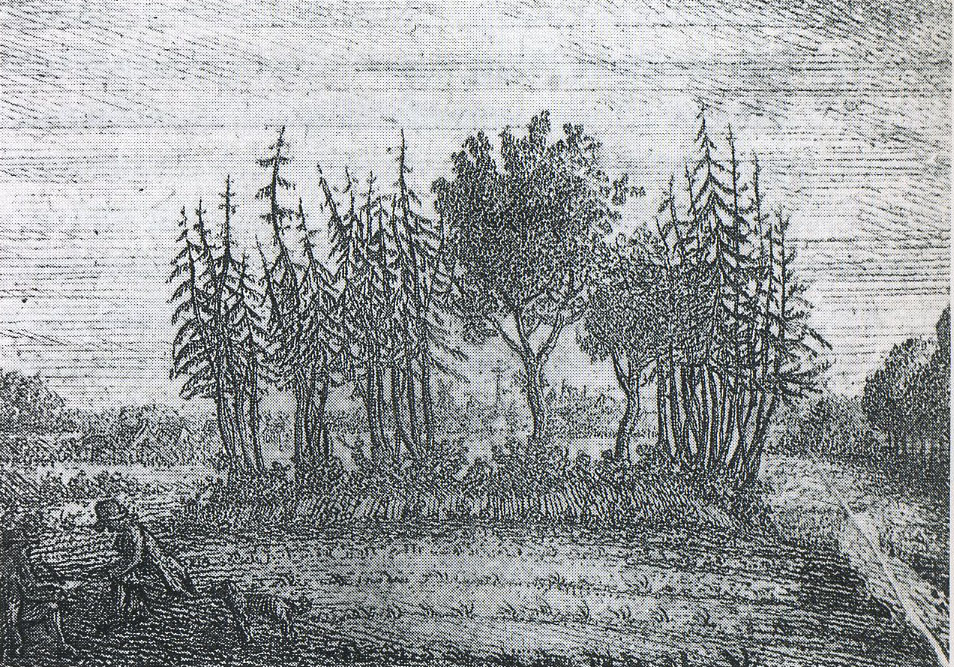
Oudste afbeelding van de Opstalboom.

In de Ommelanden kwamen in deze periode met name de kloosters op als bindende factor naast de lokale adel. Het belangrijkste klooster, Aduard werd gesticht in 1192. Op het hoogtepunt van hun ontwikkeling was ongeveer 25% van de totale oppervlakte van de provincie in eigendom van de kloosters. De ontwikkeling van het waterschapswezen was ook voornamelijk in handen van de abten. Het grote aantal kloosters dat gesticht werd, en de kerken die in deze periode gebouwd werden zijn een aanwijzing voor de relatieve rijkdom van de provincie in de twaalfde en dertiende eeuw.
In deze tijd waren de Ommelanden deel van de Friese landen. In de vroege elfde eeuw is er sprake van graven in deze streken. Winsum en Garrelsweer worden genoemd als plaatsen waar die graven, de Brunonen, munten laten slaan. Dergelijke munten zijn ook teruggevonden. Ook de bisschop van Bremen wordt genoemd als landsheer, wellicht wegens de band met Willehad. Van een werkelijke vestiging van landsheerlijk gezag ontbreekt ieder spoor. Na de Brunonen is er in Ommelanden ook geen sprake meer van graven.
Dit ontbreken van landsheren, en de daarmee vaak gepaard gaande horigheid staat bekend als de Friese Vrijheid. De toenmalige bewoners van de Ommelanden waren op zichzelf aangewezen. Er was binnen de Ommelanden wel sprake van verschillende landschappen zoals Hunsingo, Fivelingo en het Oldambt maar of dat daadwerkelijk eenheden waren is niet duidelijk. Wel zijn per landschap landrechten vastgesteld, opgesteld in het Oudfries, maar bestuur en rechtspraak schijnen vooral op dorpsniveau gewerkt te hebben. Binnen het dorpsgebied was er een rechtstoel waarbij het rechterschap oorspronkelijk rouleerde onder de vrije boeren.
Er was wel een beweging om binnen de Friese landen tot enige regulering te komen. Bekend zijn de bijeenkomsten op de dinsdag na Pinksteren bij de Opstalboom bij Aurich in Oost-Friesland. Hier kwamen jaarlijks vertegenwoordigers uit de verschillende Friese gebieden bijeen om te vergaderen en zo mogelijk eenheid te brengen in de verschillende landrechten. Over de praktische betekenis van de Opstalboom is weinig bekend, wel dankt Appingedam zijn stadsrecht aan een besluit van de vergadering van de Opstalboom.
De Ommelanden tussen Eems en Lauwers waren oorspronkelijk Friestalig, er werd een Oosterlauwers Fries dialect gesproken, waarvan tegenwoordig het Saterfries het enige directe overblijfsel is en in het Fries dat op Schiermonnikoog wordt gesproken nog invloeden van zijn terug te vinden. Veel van de oudste teksten in het Fries die zijn overgeleverd stammen uit de Ommelanden, zoals het Hunsingoër Landrecht.

## Late middeleeuwen
In de vroege middeleeuwen had de stad Groningen nog weinig interesse voor het omliggende Friese land. Hier kwam in de late middeleeuwen verandering in. Langzaam begon de stad zijn invloed uit te breiden in de Ommelanden, de positie van de stad Appingedam en van Winsum, die tot dan toe de belangrijkste plaatsen in het gebied waren geweest, begon daardoor snel aan belang te verliezen. In de veertiende eeuw was de invloed van Appingedam zo goed als verdwenen.
In de late middeleeuwen kwam in de Ommelanden de Ommelander adel op, die een belangrijke rol ging spelen in het dagelijks leven van die dagen. De jonkers bouwden grote landhuizen die ook wel borgen genoemd worden. De voornaamste families, bijvoorbeeld de Van Ewsums en de Ripperda's, bouwden zelfs hele kastelen als De Oort en de oorspronkelijke Nienoord.

### De slag bij Ane
De dertiende eeuw wordt in de stad Groningen gekenmerkt door de strijd tussen de vertegenwoordigers van de bisschop, de prefect van Groningen, en de bovenlaag van de stedelijke bevolking die zich wil ontdoen van iedere bemoeienis van buitenaf. Deze strijd, die ook al in de twaalfde eeuw zijn sporen heeft nagelaten zal uiteindelijk gewonnen worden door de stedelijke elite. Het verloop van de strijd is deels terug te vinden in de Narracio, een kroniek van een anonieme schrijver uit de omgeving van de Utrechtse bisschop.
In april 1227 kwam het tot een gewapend conflict tussen prefect Egbert, en de familie Gelkinge, een van de belangrijkste families in de stad. De kastelein van het kasteel te Coevorden, Rudolf II van Coevorden, zette zich aan de kant van de familie Gelkinge en samen belegerden ze het huis van de prefecten. Bisschop Otto van Lippe, bisschop sinds 1216, onderhandelde en men kwam tot een wapenstilstand. Egbert bouwde zuidelijk van de stad een burcht maar Rudolf brandde het met zijn (Drentse) soldaten af. De familie Gelkinge, Rudolf, vele Drenten en vele Friezen verzamelden zich en belegerden de stad. De prefect verdedigde zich met troepen van de bisschop. Zij joegen de prefect naar de Ommelanden, het Friese gebied ten noorden van de stad. De Friezen spanden samen tegen de perfect en staken de stad in brand.
Bisschop Otto stelde een groot leger samen om de stad te ontzetten. Niet alleen ridders uit Utrecht namen daaraan deel, maar ook uit Holland, Gelre, Kleef, Keulen en Munster, waaronder enkelen die hun sporen hadden verdiend tijdens een kruistocht. De bevrijdingsactie zou desastreus eindigen. De veldslag bij Ane op 28 juli 1227 tussen het leger van de bisschop en Rudolf met zijn Drentse boerenleger vond plaats bij het moeras van Ane in het zuiden van Drenthe. Rudolf stond achter een weide op een kleine heuvel en lokte een gewapend treffen uit schreeuwend met harde stem naar de ridders van de bisschop verderop. Deze werden zo boos, dat ze op hun paard sprongen en hem aanvielen. De weide was erg moerassig en de zwaar geharnaste ridders bleven vast zitten in het moeras. De bisschop en honderden ridders werden gedood.
De nasleep van dit conflict duurde tot 1258 en is ook bekend als de Fries-Drentse oorlog. Het uiteindelijke gevolg van deze strijd was dat het gezag van de bisschop in Drenthe en de stad vrijwel geheel verdween.

### De Hoofdelingen

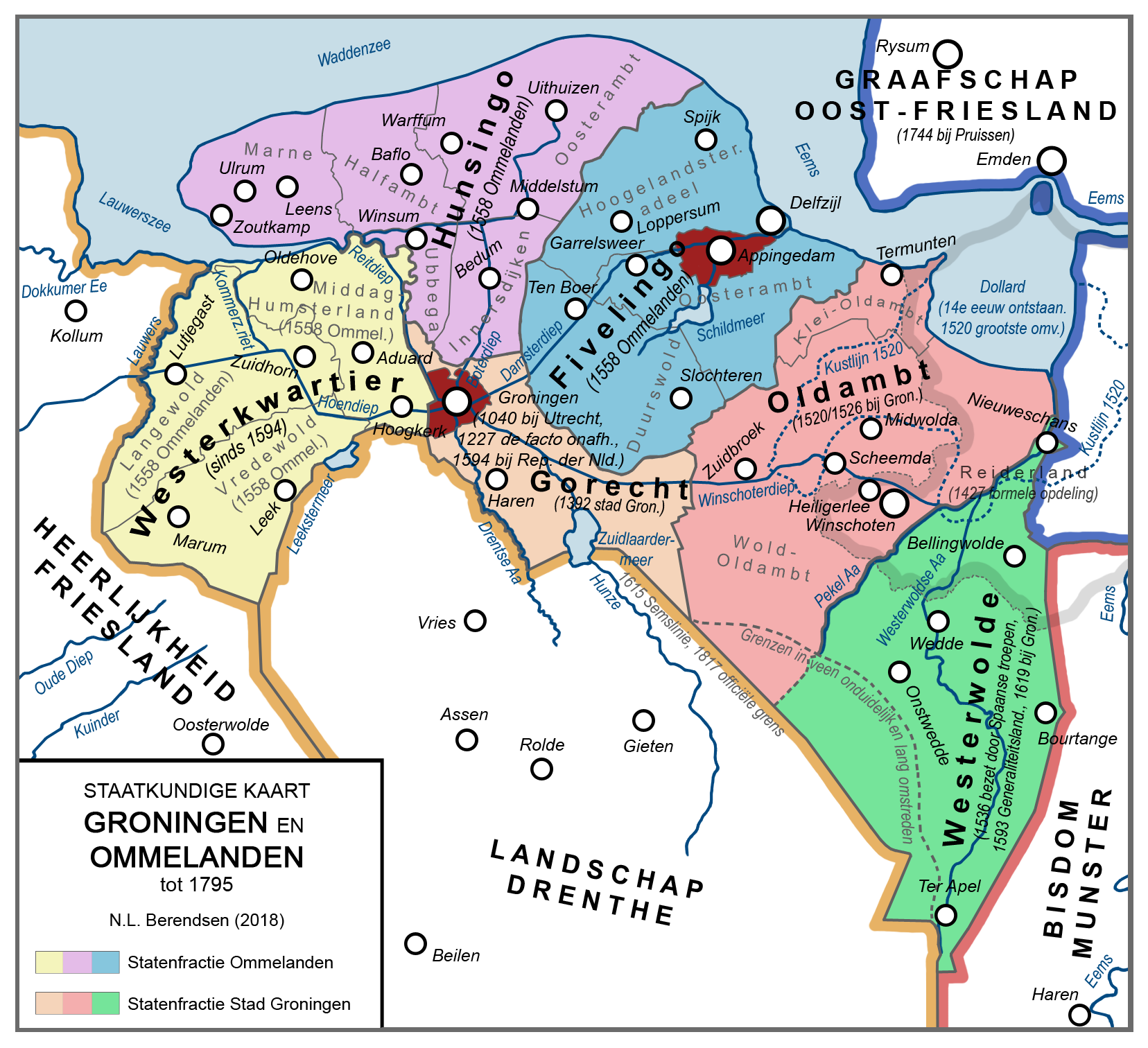
De stad, de Ommelanden en hun onderkwartieren

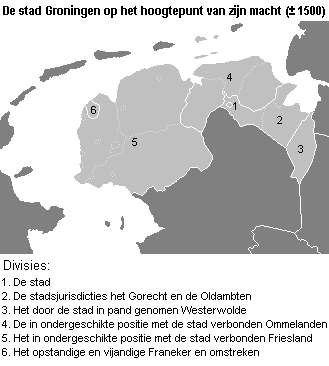
De stad Groningen op het hoogtepunt van zijn macht

In de Ommelanden leidde het ontbreken van een landsheer tot het ontwikkelen van aspiraties bij rijkere geslachten. Er had zich in de middeleeuwen een systeem ontwikkeld waarbij rechtspraak gekoppeld werd aan het bezit van een edele heerd. Iedere vrije boer kon bij toerbeurt belast worden met de rechtspraak voor het gebied waarbinnen zijn heerd lag. Dit recht om tot rechter benoemd te worden was oorspronkelijk aan de boerderij gebonden, maar later werd dit soort rechten ook los van de boerderij verkocht. Door de rechten van meerdere heerden te verwerven kon men vaker aan de beurt zijn. Uiteindelijk konden alle heerden waaraan het recht was verbonden in een hand geraken. De geslachten die daarin slaagden gingen op den duur ook ambities buiten het eigen dorp najagen. Als hoofdeling zagen zij zich zelf als heer over hun dorp, soms dorpen. De succesvolste, de Gockinga's in het Oldambt en de Addinga's in het Reiderland, leken er in te slagen om het hele landschap te zullen beheersen.
Anders dan in het naburige Oost-Friesland, waar de Cirksena's het uiteindelijk tot graaf wisten te brengen, slaagde uiteindelijk geen enkel geslacht in het volbrengen van die ambitie. De Gockinga's kwamen in conflict met de stad, en de Addinga's zagen hun Reiderland grotendeels verdrinken in de zich steeds verder uitbreidende Dollard.

### De stadstaat Groningen
De stad ontwikkelde zich meer en meer tot een handelscentrum. Daarbij verschoof het belang wel van de internationale handel, Groningen was aangesloten bij de Hanze, naar een positie als regionale markt. Om die positie te beschermen en uit te breiden streefde de stad naar invloed op de omliggende gebieden. Met name in de vijftiende eeuw wist Groningen zijn positie steeds verder uit te bouwen. De invloed van de bisschop van Utrecht werd steeds geringer, hoewel er nog met enige regelmaat lippendienst werd bewezen aan zijn rechten. Feitelijk beschouwde Groningen zich echter als vrije rijksstad, wat ook is terug te zien in het stadswapen.
Hoewel oorspronkelijk Drents was de stad meer en meer georiënteerd op Groter-Friesland. Friesland, van Vlie tot Jade, kende geen landsheer. Feitelijk was Friesland een verzamelbegrip voor een groot aantal landschappen die het best gekarakteriseerd kunnen worden als zelfstandige boerenrepublieken die in de loop der tijd in steeds kleinere eenheden uiteenvielen. Friesland was bovendien een vetemaatschappij, waarbij strijd een geaccepteerd middel was om conflicten op te lossen. De verschillende lokale vetes kregen een extra dimensie door het ontstaan van twee kampen, de Schieringers en de Vetkopers. Beide partijen, oorspronkelijk vernoemd naar de twee belangrijkste kloosterordes in Friesland, zochten als dat zo uitkwam steun bij buitenlandse partijen die rechten meenden te hebben in Friesland, met name de Hollandse graven probeerden hier gebruik van te maken. Een uitzonderlijk groot conflict speelde zich af tussen 1413 en 1422. Dit conflict staat bekend als de Grote Friese Oorlog en meerdere partijen waren erbij betrokken.
In de twisten tussen Schieringers en Vetkopers, gedurende de veertiende en vijftiende eeuw, steunde de stad eerst de Schieringers omdat de Vetkopers steun zochten bij de graaf van Holland. Later, toen de Schieringers steun zochten buiten Friesland wisselde de stad en steunde de Vetkopers. Voor de stad stond steeds voorop dat er binnen Friesland geen vreemde heerser de macht zou krijgen, in die zin was Groningen het trouwst aan het ideaal van de Friese Vrijheid. Het avontuur in Westerlauwers Friesland ging de krachten van de stad uiteindelijk te boven en luidde eind vijftiende eeuw de ondergang in van de stad als onafhankelijk gebied.
Lokaal was de stad de belangrijkste machtsfactor. Binnen de stadsmuren was Groningen een betrekkelijk veilige plaats. De stad was bovendien in staat om een aanzienlijke strijdmacht op de been te brengen die bij conflicten tussen twee hoofdelingen al snel de doorslag kon geven. Om haar positie als handelscentrum te beschermen ging de stad zich daarom steeds intensiever bemoeien met de Friese landen in de omgeving.
Bij het uitbreiden van haar macht maakte de stad gebruik van verschillende middelen. Op economisch gebied steunde de positie van de stad op de handel, die zij beschermde middels het stapelrecht. Op bestuurlijk terrein wierp de stad zich op als juridisch centrum, geschillen in de omliggende gebieden konden voorgelegd worden aan de uiteindelijke beslissing van de hoofdmannen die in de stad zetelden. In het Gorecht en de Oldambten verwierf de stad uiteindelijk ook de feitelijke heerschappij.
Daarnaast werden verdragen gesloten met de Ommelanden: Hunsingo, Fivelingo en Westerkwartier, maar ook met landschappen in de huidige provincie Friesland. Op het hoogtepunt van haar macht, in 1492, beheerste de stad de gehele provincie Groningen en het grootste deel van Friesland, waarbij alleen Franeker zich tegen de stad bleef keren.
De bloei en de aspiratie van Groningen in de vijftiende eeuw zijn terug te zien in de Martinitoren die in deze periode werd gebouwd. Ook in cultureel opzicht was er sprake van een bloeiperiode. In het klooster van Aduard ontstond de Aduarder kring, terwijl in deze periode, betrekkelijk kort na elkaar, de humanisten Rudolf Agricola, Wessel Gansfort en Regnerus Praedinius in Groningen het levenslicht zagen.

## Nieuwe tijd

### Deel van de Nederlanden
In Groningen, zowel de stad als de Ommelanden, was de handel en de politieke aandacht in de middeleeuwen meer naar het oosten gericht dan naar het zuiden. De stad had wel een formele band gehad met Utrecht, maar de Ommelanden kenden geen enkele relatie met de rest van het huidige Nederland. In de zestiende eeuw zou dat veranderen. Groningen zou uiteindelijk een deel van Nederland worden, hoewel dat in het begin van de eeuw bepaald nog niet te voorzien was.
De Bourgondiërs meenden rechten te hebben op Groter-Friesland, aanspraken die zij als graaf van Holland claimden. Daarnaast verwierven zij de wereldlijke macht in het bisdom Utrecht en daarmee aanspraken op de stad. In Friesland leidde dit er toe dat men uiteindelijk koos voor Albrecht van Saksen. Deze maakte ook aanspraak op Groningen. Albrecht was in 1498 door keizer Maximiliaan I aangesteld als potestaat over Friesland. Zijn streven was om geheel Friesland, van Vlie tot aan de Wezer, te onderwerpen om zo een rijk voor zijn jongere zoon te creëren. De stad was de natuurlijke hoofdstad van dat gedachte rijk.
Groningen was echter niet genegen zich te onderwerpen aan Albrecht, en later zijn zoon George. De stad wist beiden te weerstaan, maar moest erkennen dat zij deze machten niet alleen zou kunnen weerstaan. In eerste instantie zocht de stad hulp bij graaf Edzard I van Oost-Friesland en bood hem het landheerschap aan. Edzard was, als Oostfries, anders dan Albrecht, geen vreemdeling. In het machtenspel dat inmiddels was ontbrand tussen de Habsburgse Nederlanden en Gelre kon Edzard de stad echter onvoldoende bescherming bieden. Het breekpunt kwam in 1514. George van Saksen stond toen op het punt om de stad in te nemen. Had hij zich iets soepeler opgesteld dan had hij de stad tot overgave kunnen brengen en had daarmee waarschijnlijk de droom van zijn vader gerealiseerd. Hij was echter onvermurwbaar en eiste volledige overgave. Groningen zocht daarom steun bij Karel van Gelre, die het belang van de stad als doorslaggevende factor in Friesland onderkende en direct toehapte. George verkeek zich op de situatie en liet Gelderse troepen toe tot de stad, en moest vervolgens inzien dat zijn beleg van de stad niet zou slagen. Volledig gedesillusioneerd verkocht hij vervolgens op 19 mei 1515 zijn rechten op Friesland, met inbegrip van de Groningse Ommelanden aan keizer Karel V.
Ook Gelre bleek niet in staat om de positie van Groningen blijvend te beschermen. De Ommelanden bleven het toneel van rondtrekkende bendes die de handel van Groningen ernstig belemmerden. Tijdens de nasleep van de 'Gravenvete' wist Meindert van Ham in 1536 Appingedam te bezetten voor Christiaan III van Denemarken en dreigde hij op te rukken naar de stad. De stad was toen al in onderhandeling met het hof van keizer Karel V in Brussel. Voor Groningen bleef geen keus. De stad liet de Friese stadhouder Georg Schenck van Toutenburg in hetzelfde jaar binnen zijn muren, waarmee ook Groningen in Habsburgse handen kwam. De keizer bracht het gebied onder in zijn Bourgondische Kreits, waarbij stad en ommeland voor het eerst als een provincie werden beschouwd. De bestaande privileges en vrijheden werden daarbij door Karel uitdrukkelijk bevestigd.

### De Nederlandse Opstand
De moeizame verhouding tussen de stad en de Ommelanden kwam duidelijk tot uiting in het begin van de Tachtigjarige Oorlog. Groningen was het eerste strijdtoneel tijdens de Slag bij Heiligerlee. De Ommelanden, althans een groot aantal jonkers, kozen vrijwel direct de kant van de opstandelingen, terwijl de stad haar positie beter beschermd achtte aan Spaanse zijde. Na de overwinning bij Heiligerlee probeerde Lodewijk van Nassau nog wel de stad in te nemen, maar hij slaagde hier niet in. Na het verlies bij Jemmingen kwam Groningen vrijwel weer geheel onder Spanje. De Groningse calvinisten weken uit naar Emden.
De Ommelanden bevonden zich onder de oprichters van de Unie van Utrecht (23 januari 1579); de Stad zou pas op 11 juli het verdrag ondertekenen. De katholieke stadhouder van de noordelijke gewesten, George van Lalaing, graaf van Rennenberg, zag zijn positie onhoudbaar worden. Zijn bloedverwanten - met name zijn moeder en zuster - en de overwegend katholieke burgers van Groningen waren ontevreden over het samenwerken met de door onbuigzame protestanten beheerste Unie. Ze zetten de stadhouder onder druk om weer naar het Spaanse kamp over te gaan. Het feit dat kort daarvoor de katholieke inwoners uit Leeuwarden waren verdreven droeg hiertoe bij. Bovendien was de Spaanse landvoogd en generaal Parma met een opmars begonnen die vroeg of laat tot de onderwerping van de Nederlandse gewesten zou leiden. De leiders van de Unie vreesden dat Lalaing met de Spanjaarden zou gaan heulen en beraamden een machtsgreep onder leiding van Bartholt Entens. Dit plan kwam de stadhouder ter ore en hij besloot het initiatief te nemen door op 3 maart 1580 over te lopen naar Spanje en de samenzweerders op te pakken. In de vaderlandse geschiedschrijving spreekt men van deze gebeurtenis als het Verraad van Rennenberg.
Om te voorkomen dat deze Groningse beweging de vier noordelijke gewesten meesleepte, trachtten de leiders van de Opstand de Stad zo snel mogelijk te heroveren, en nog in de avond van 3 maart sloeg Entens het beleg voor Groningen. Diederik Sonoy snelde toe en een geschokte Willem van Oranje besprak op 5 maart met de Staten van Overijssel het gebeurde; op 6 maart verklaarde de Overijsselse landdag de Unie van Utrecht trouw te blijven. Oranje ontbood Filips van Hohenlohe-Neuenstein naar Groningen om de staatse belegeraars te versterken, maar deze raakte op 17 juni slaags op de Hardenbergerheide met Maarten Schenk en haalde de Stad nooit. De dag na deze veldslag braken de opstandelingen het beleg op.
Tot aan de reductie van Groningen, op 22 juli 1594, was de provincie regelmatig strijdtoneel; vanaf 1589 woedde er de zogenaamde Groninger schansenkrijg, met Willem Lodewijk als hoofdrolspeler aan staatse zijde, soms bijgestaan door Maurits van Oranje. Na de inname van de stad hoopten de Ommelanden op afschaffing van het stapelrecht, maar de Staten-Generaal hechtten meer waarde aan de positie van de stad als vesting die de toegang tot de noordelijke gewesten beheerste en lieten het stapelrecht daarom intact.

### De tijd van de Republiek
Stad en Ommelanden sloten zich samen als zevende provincie aan bij de Republiek der Zeven Verenigde Nederlanden. In theorie waren stad en ommelanden gelijkwaardige partners. Omdat de stad echter de landstreken Oldambt en Westerwolde beheerste met stadsjurisdictie, lag de doorslaggevende stem bij de stad. Er is in deze periode ook sprake geweest van het bij Stad en Lande voegen van het landschap Drenthe, maar met name de stad voelde daar, ondanks haar Drentse wortels, weinig voor.
Het bestuur van de provincie lag in de handen van de zogenaamde ‘Staten’, waarin Stad en Ommelanden gelijkelijk vertegenwoordigd waren. De Staten kwam een aantal keer per jaar samen. De stadhouder van Groningen, die wel een residentie had in Groningen (de Prinsenhof), maar meestal in Leeuwarden verbleef, had geen feitelijke macht. In het algemeen deelde Groningen de stadhouder met Friesland, hoewel de ene keer Friesland en de andere keer Groningen als eerste de nieuwe stadhouder als zodanig erkende.
De magistraat van de stad Groningen en een vertegenwoordiger uit de Ommelanden hielden hun eigen vergaderingen. In de stad werden Raad en Burgemeesters door de Gezworen gemeente gekozen. De provincie bestond in de zestiende eeuw uit: Hunsingo, Fivelingo, Westerkwartier, Gorecht en de Oldambt. Een van de weinige echt gemeenschappelijke beslissingen van Stad en Ommeland was de stichting in 1614 van een eigen Academie.
Overigens hield het provinciaal bestuur in deze periode nog niet veel in. De stad bestuurde zichzelf en de stadsjurisdicties van Groningen. Het Oldambt heeft nog wel getracht zich aan de band met de stad te onttrekken. De streek wilde opgenomen worden als derde lid in de Staten, maar slaagde daar uiteindelijk niet in. In de Ommelanden was sprake van rechtstoelen op lokaal niveau, bestuur en rechtspraak ging hand in hand. Het provinciaal bestuur diende voornamelijk om de positie van het gewest binnen de Republiek te bepalen, en dan met name wie welke baantjes mocht bekleden.
Hoewel Stad en Lande formeel wel deel uitmaakte van de Republiek beschouwde met name de stad zich in deze periode nog steeds als een volstrekt zelfstandige staat. De Groningse elite kende ook meer (familie-)banden met Oost-Friesland dan met enige streek in de Nederlandse gewesten.

### Overstromingen en dijkenbouw

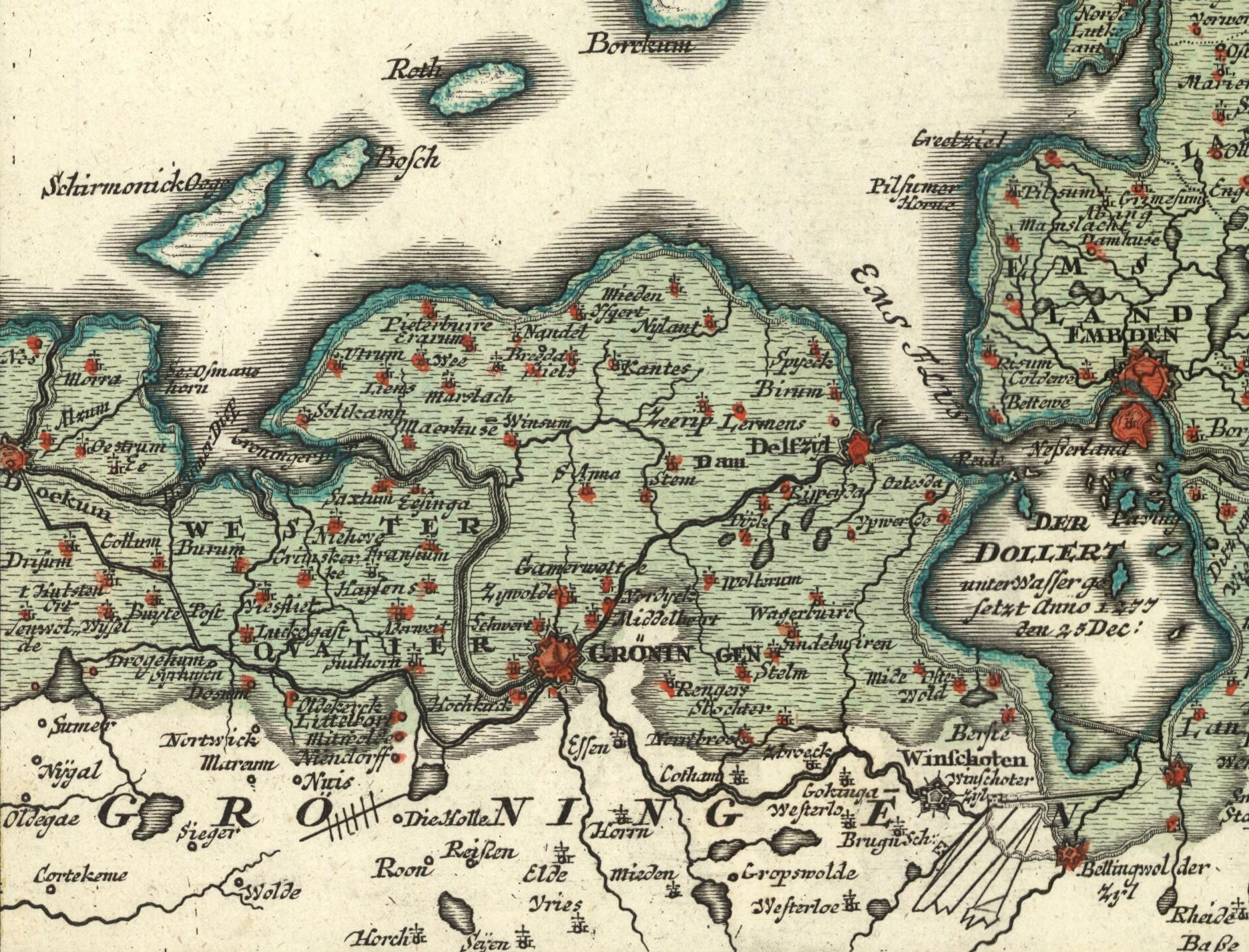
Kaart met de (globaal) overstroomde gebieden in Groningen tijdens de Kerstvloed (uitsnede van de kaart van Homann, 1720)

Tijdens de Nieuwe Tijd werden Stad en Ommelanden diverse malen zwaar getroffen door zware overstromingen, waarvan er tussen de 12e en 17e eeuw meer dan 40 plaatsvonden. Hoewel de oude 13e-eeuwse Zeeborg in de loop der tijd vervangen werd door een wat hogere dijk, bleef de kans op overstromingen aanwezig door slecht dijkonderhoud. Omdat elke landeigenaar met gronden 'aanpalend' de dijk verantwoordelijk was voor zijn eigen onderhoud en er weinig saamhorigheid bestond tussen grondeigenaren, liet het onderhoud namelijk nog weleens te wensen over. Dit was zeker het geval in tijden van oorlogen en rampspoed. Op deze wijze werd bijvoorbeeld de Dollardboezem in de loop der eeuwen steeds groter, alvorens deze na verlanding vanaf de 16e eeuw tot staan werd gebracht. De grootste overstromingen waren de Allerheiligenvloed in 1570, de Sint-Maartensvloed in 1686 en de Kerstvloed in 1717. Na de laatstgenoemde vloed, waarbij in de provincie meer dan 2.000 doden vielen (in de Marne kwam meer dan 20% van de bevolking om het leven), ruim 35.000 dieren omkwamen en bijna 1.500 huizen werden verwoest en hele dorpen tijdelijk werden weggevaagd, werd onder leiding van Thomas van Seeratt (die al in 1716 had gewaarschuwd voor de slechte staat van de dijken) het roer radicaal omgegooid. Hij wist een omvangrijk dijkenbouwprogramma in gang te zetten, waarbij voor het eerst iedere dijkbeheerder werd gedwongen tot medewerking. Ook duizenden inwoners uit het hoger gelegen Westerkwartier moesten hiervoor in eerste instantie hand-en-spandiensten verrichten, maar uiteindelijk werd besloten dat zij hiervoor een belasting moesten opbrengen ter bekostiging van de dijkaanleg. Deze belasting leidde in het Westerkwartier tot de Boerenopstand van 1718, die echter uiteen werd geslagen. Het resultaat van het dijkenbouwprogramma was de nieuwe en vooral bredere en hogere Ommelanderzeedijk, die net als in andere delen van het land voortaan werd beheerd door de Staat. Sindsdien is de provincie -afgezien van door de mens veroorzaakte inundaties- niet meer overstroomd geweest. In de jaren 1980 werd de dijk op deltahoogte gebracht.

### Westerwolde en de veenkoloniën
Westerwolde heeft steeds een aparte plaats in Groningen ingenomen. Oorspronkelijk was het een heerlijkheid die bestuurlijk onder het prinsbisdom Münster hoorde, terwijl het kerkelijk deel uitmaakte van het bisdom Osnabrück. De Addinga's hadden de heerlijkheid in leen gehad van de bisschop van Münster, Otto IV van Hoya, de stad had de heerlijkheid verworven, maar ook weer verloren. Formeel werd het daarom een generaliteitsland, feitelijk werd het door de stad bestuurd. In 1619 zag de stad kans om het leenrecht over de heerlijkheid Westerwolde op te kopen. Hierdoor kwam ook dit gebied onder Groningse heerschappij. De stad haalde het Klooster in Ter Apel leeg en bracht de bezittingen over naar de stad zelf. Sindsdien staat het klooster leeg.
In deze periode begon met name de stad met het ontginnen van de grote veengebieden in het zuidoosten van de provincie. De grootste veencomplexen lagen in het Gorecht en het Oldambt, beide stadsjurisdicties. Een deel van de veengebieden behoorden tot de kloosterbezittingen die na de Reductie aan de Staten van Stad en Lande kwamen. Bij het verdelen van de kloostergoederen over de stad en de Ommelanden wist de stad de eigendom te verwerven van een aantal strategisch gelegen complexen die als basis dienden voor de ontwikkeling. De ontgonnen gebieden werden veenkoloniën van de stad.
Hoewel wellicht formeel niet langer onafhankelijk bleef de Stad de dominerende factor. Het belang van de Stad als militaire macht kwam nogmaals duidelijk aan het licht in het begin van de Hollandse Oorlog, het rampjaar 1672. Waar Overijssel, Gelderland en Utrecht zonder veel problemen ten prooi vielen aan de vijand, wist de uitgebouwde vesting Groningen stand te houden tegen Bernhard van Galen, het Gronings Ontzet. Deze overwinning wordt nog jaarlijks herdacht op 28 augustus.

### Stad en Lande als deel van de Republiek
Groningen nam binnen de Republiek een aparte plaats in. De stad had zich met tegenzin in de Republiek laten opnemen, de tegenstellingen tussen Stad en Ommelanden zorgden voor een unieke regeling. Bij geschillen tussen beide leden van de Staten van Stad en Lande konden de Staten-Generaal krachtens het Traktaat van Reductie een bindende beslissing nemen. Een echte oplossing was dat overigens niet.
Binnen de Republiek had Stad en Lande oorspronkelijk de laagste, zevende, rang. Financieel was de bijdrage van Groningen in doorsnee ruim 5%, vergelijkbaar met Utrecht, maar meer dan de gewesten Gelderland en Overijssel. Binnen de Staten-Generaal had het gewest aanvankelijk 4, later 6 vertegenwoordigers. Voor de stad betekende dit dat zij in vergelijking met andere steden in de Republiek een relatief sterke vertegenwoordiging had in de Staten-Generaal.
Groningen is er nimmer in geslaagd enige invloed te krijgen binnen de VOC, hoewel individuele Groningers als Jan Albert Sichterman er wel carrière wisten te maken. De stad wist wel een van de kamers van de West Indische Compagnie te bemachtigen, maar dat bleek uiteindelijk een weinig succesvolle onderneming. De noordelijke admiraliteit werd eerst in Dokkum en later in Harlingen gevestigd, waarbij Stad en Lande overigens wel de nodige functies te vergeven kregen.

## Franse tijd

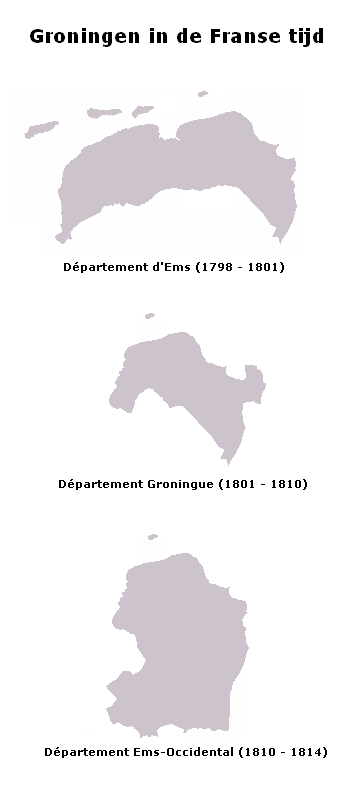
Groningen als drie departementen.

De tegenstellingen tussen Stad en Lande veranderden tijdens de Franse tijd van 1795 tot 1813. In deze tijd werd Groningen een werkelijke provincie die zich een eenheid voelde. Feitelijk kwam pas nu een einde aan de Groningse zelfstandigheid.
Nadat de oude gewesten uit de tijd van de Republiek in 1798 waren opgeheven, vormde Groningen aanvankelijk één staatkundig gebied met het noordelijk deel van Friesland in het departement van de Eems. Toen de Bataafse Republiek in 1801 overging in het Bataafs Gemenebest, werd deze samenvoeging weer ongedaan gemaakt. Het grondgebied van het oude gewest werd het departement Stad en Landen van Groningen. Na de omzetting in het koninkrijk Holland in 1806 werd het departement Groningen gevormd. Na de annexatie van het koninkrijk Holland door Frankrijk in 1810 werd het departement van de Westereems gevormd door samenvoeging van de voormalige departement Groningen en departement Drenthe, waaraan ook het Duitse deel van het Reiderland werd toegevoegd. In 1814, na de Franse tijd, werden Groningen en Drenthe weer gescheiden en ontstonden de huidige provincies Groningen en Drenthe.
Het grondgebied werd in gemeentes ingedeeld. Hierdoor verloren de provincie en grootgrondbezitters hun bevoegdheden. Dit proces van herstructurering werd in 1814 afgerond door de invoering van een provincieregering, waarmee de gemeenten (62 in totaal) en de stad op bepaalde gebieden gemeenschappelijk moesten beslissen. Zie ook: Lijst van voormalige gemeenten in Groningen.
Met de uittocht van de Fransen na het beleg van Delfzijl kwam er een einde aan de Franse tijd in Groningen.

## 19e eeuw
In het nieuwe Koninkrijk der Nederlanden was weinig ruimte voor autonomie van de oude gewesten. Aan het hoofd van het nieuwe bestuur van de provincie stond de commissaris van de koning van Groningen, die in deze tijd nog gouverneur werd genoemd. De provinciale regering (vanaf 1825 met 5 leden) bestuurde samen met het parlement de provincie. Het parlement (de Provinciale Staten) werd uit 36 leden samengesteld en bestond zowel uit adel, grootgrondbezitters en burgers van de stad Groningen. Toetreding tot de Staten was, zoals overal in Nederland, afhankelijk van financiële welstand. De historische positie van de Stad, als heer van Westerwolde en het Oldambt werd afgeschaft. Het plaatselijke bestuur werd per gemeente geregeld.
Vanaf 1850 kregen de provinciebesturen iets meer bevoegdheden. Groningen mocht, net zoals de andere provincies, een eigen begroting opstellen, op beperkte schaal eigen belastingen heffen en eigen verordeningen maken. De Staten van de provincie werden nu direct gekozen. Toch hadden alleen mannen die genoeg belasting betaalden stemrecht (censuskiesrecht). Van de 188.000 burgers bleven slechts 7.671 stemgerechtigden over. De hoofdtaken van de provincie waren de waterhuishouding en de wegenbouw. Belangrijke waterwerken uit deze tijd zijn het Eemskanaal en het Noord-Willemskanaal.

### Provincialisme
In de periode 1800-1850 kwam er een gevoel van provinciale trots op in de provincie, ook wel provincialisme genoemd. De Groningers werden meer bewust van hun eigen identiteit en benadrukten en koesterden dit ook. De Groningse identiteit werd in deze periode dan ook sterk ontwikkeld. Veel oude gebruiken en tradities die nu als typisch Gronings gezien worden, stammen uit deze tijd. Voorbeelden hiervoor zijn kaaibakken, notenschieten, maar ook de paardenraces in de Stad, een activiteit die zeer populair was in die dagen en nog steeds plaatsvindt in het Stadspark.
Terwijl er voor die tijd nog sprake was van Stad en Ommelanden, was er nu sprake van Groningen. De Ommelanders voelden zich nu verbonden met de Stadjers waardoor de naam Groningen dus ook acceptabel was voor het gebied buiten de stad. Ook de taal, het Gronings, die lange tijd onder Hollandse invloeden had gestaan, ontwikkelde zich nu weer op zijn eigen manier. Het huidige Groningse dialect is in deze periode ontstaan.

### Aletta Jacobs
Op 27 maart 1871 werd de Sappemeerse Aletta Jacobs op 17-jarige leeftijd als eerste vrouw toegelaten tot een universiteit. Zij was dochter van A. Jacobs, genees- heel- en vroedmeester uit Sappemeer. Aletta wilde graag in zijn voetsporen treden, dus schreef zij een brief aan de minister van Binnenlandse Zaken. Na enige correspondentie werd Aletta toegelaten tot de Groninger universiteit.

### Landbouw en industrie
De negentiende eeuw is in de provincie vooral de periode van de grote bloei in de landbouw. De eerste periode begint aan het einde van de achttiende eeuw en kent als belangrijk symbool de ontwikkeling van Ruigezand door de gebroeders Teenstra. Na een teruggang in de periode 1820-1850 met hongersnoden en het broodoproer van 1847 beleeft met name de akkerbouw op de zeeklei in het derde kwart van de eeuw een ongekende voorspoed. Voormalig weiland wordt op grote schaal omgeploegd (gescheurd), de boerderijen groeien uit tot ware kastelen, zoals nog steeds te zien in bijvoorbeeld Bellingwolde. In de stad wordt de nieuwe Korenbeurs gebouwd.
In de Veenkoloniën vond een, vergelijkbare, zij het iets bescheidener, ontwikkeling plaats. De bouw van de eerste aardappelmeelfabriek in 1841 door W.A. Scholten in Foxhol was het begin van de landbouwindustrie die het gebied lang zou domineren. Later gingen de boeren over tot de oprichting van coöperaties om meer over te houden aan de aardappelteelt. In de jaren-1870 ontstond ook de strokartonfabricage.
Daarnaast was er de Veenkoloniale zeevaart. Ontstaan uit de turfvaart voeren Groninger schippers steeds verder over de wereld met hun kofschepen en schoenerbrikken.

## 20e eeuw

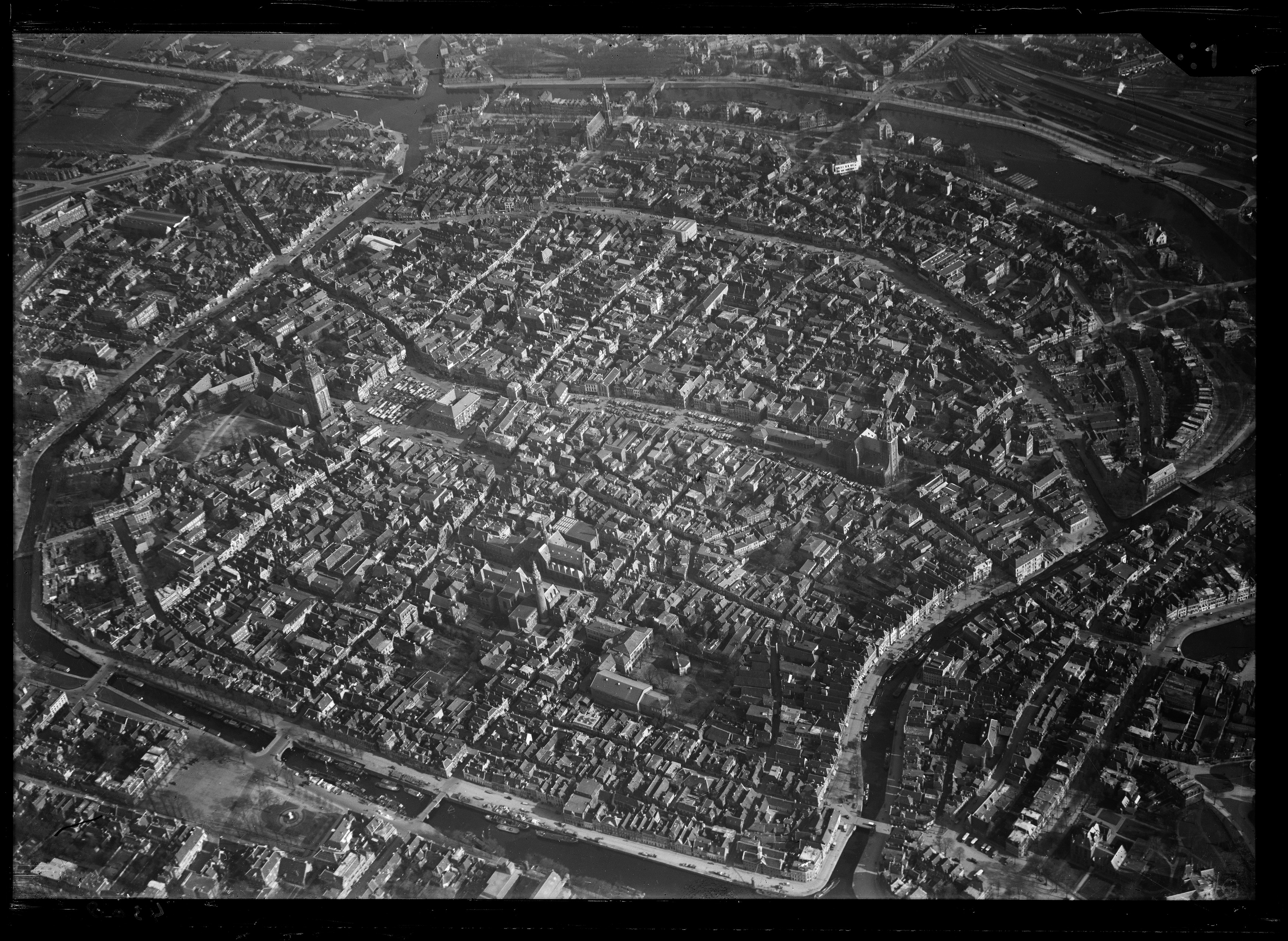
Luchtfoto van de stad Groningen (1920-1940).

Eind 19e en begin 20e eeuw was voor Nederland, en dus ook voor Groningen, een periode van industrialisatie. In deze periode kregen plaatsen als Winschoten, Appingedam, Delfzijl, Veendam, Hoogezand-Sappemeer en Stadskanaal als gevolg van deze industrialisatie ook hun stedelijke karakter. Daarnaast werden in de periode 1850-1902 veel borgen afgebroken, als gevolg van verval en veel wierden afgegraven vanwege de vruchtbare aarde die gebruikt kon worden op de schrale gronden in Drenthe en de veenkoloniën. Ook de infrastructuur kreeg in deze periode een grote impuls. In de tweede helft van de 19e eeuw werden de eerste spoorlijnen en grindwegen aangelegd. Begin 20e eeuw volgde een grote expansie van het spoor- en wegennet, waarbij met name de laatste een geduchte concurrent werd van het bestaande vervoer over water. De opkomst van bodediensten over de weg (tussen 1927 en 1930 verdubbelde het aantal vrachtwagens bijvoorbeeld tot bijna 1700) en de gestaag uitbreidende busdiensten zorgde er uiteindelijk voor dat boot en trein het onderspit moesten delven. Een groot aantal spoorlijnen, die soms nog maar kort tevoren waren aangelegd, verdween en de binnenvaart liep sterk terug en werd steeds meer geconcentreerd op enkele grote waterwegen; met name het in 1862 aangelegde Eemskanaal en het nieuwe Van Starkenborghkanaal.

### Wereldoorlogen
Zoals in vrijwel geheel Nederland heeft Groningen weinig gemerkt van de Eerste Wereldoorlog. Nederland was neutraal. Dat impliceerde onder meer dat troepen van de strijdende partijen die op Nederlands grondgebied kwamen geïnterneerd werden zodat deze niet langer konden meevechten. In de stad was zo'n interneringskamp' op de Kempkensberg waaraan de straatnaam Engelse Kamp nog herinnert. Hier werden vanaf oktober 1914 1.500 Britse militairen geïnterneerd. Deze soldaten van de First Royal Naval Brigade kwamen in Nederland terecht na de strijd om Antwerpen. In dit kamp werd de Engelse Vrijmetselaarsloge Gastvrijheid Lodge opgericht. Een monument op de plek waar ooit de ingang van het Engelse kamp gesitueerd was, verwijst naar zowel het kamp als de Loge.
Meteen al op de dag van de Duitse aanval op Nederland in 1940 was een groot deel van de provincie bezet. De Tweede Wereldoorlog heeft Groningen veel schade toegebracht, zowel aan mensen als aan gebouwen. In de steden Groningen en Winschoten woonden relatief veel Joden. Deze werden in het najaar van 1942 nagenoeg allemaal gedeporteerd naar Westerbork en van daaruit op transport gezet naarvernietigingskampen. De grootste razzia was in de nacht van 2 op 3 oktober 1942. In deze nacht werden (bijna) alle Joodse Stadjers uit hun huizen gehaald en afgevoerd.
Naast menselijk leed was er Groningen veel materiële schade. Met name de stad Groningen raakte bij de bevrijding in april 1945 zwaar beschadigd. In een monumentaal pand aan de Grote Markt, het Scholtenhuis, bevond zich het hoofdkwartier van de bezetter en men gaf zich niet zonder slag of stoot over. Vele gebouwen rond de Grote Markt werden verwoest, slechts een paar monumenten, waaronder de Martinikerk en de Martinitoren bleven gespaard.
Ook rond de stad Delfzijl is in de nadagen van de oorlog heftig gevochten. De omgeving leed vooral onder grootschalige inundaties.

### Expansie
In de jaren na 1950 werd de stad Groningen groots uitgebreid. Zo was Groningen tot de slechting van de wallen nog net zo groot als in de 17e eeuw. In het einde van de negentiende eeuw en het begin van de twintigste eeuw was de stad al wel wat uitgebreid, onder meer door de annexatie van Helpman, maar dat bleef een bescheiden uitbreiding. In de jaren vijftig en zestig ontstond met name aan de zuidkant een aanzienlijke uitbreiding, wijken als Corpus den Hoorn en De Wijert werden toen gebouwd. In de jaren zeventig en tachtig werd de stad verder uitgebouwd aan de Noord- en oostkant, met zowel industrie als woningbouw.
In de 20e eeuw ontwikkelde zich de aardappelmeelindustrie in de provincie Groningen. Een bekend product is sinds 1945 de Brinta-ontbijtpap van Scholten-concern.
In 1951 werd zout bij Winschoten ontdekt en in 1957 werd in Delfzijl een grote sodafabriek geopend. In het Eemsmondgebied is sinds 1966 Aldel gevestigd, een moderne aluminiumsmelter, die zich in de loop der jaren stevig heeft geworteld in de Groningse samenleving. Nederlands eerste aluminiumsmelter koos voor de vestiging bij Delfzijl vanwege de gunstige ligging nabij de aardgasvelden en de open verbinding naar de zee.

### Aardgas
In 1951 begon de NAM (Nederlandse Aardolie Maatschappij) met het zoeken naar aardolie in de provincie Groningen. Boringen bij Haren leverden niks op. De boring in 1955 bij Thesinge leverde wel een klein beetje aardgas op. Pas in 1959 werd het gasveld bij Slochteren gevonden. Door een boring bij Kolham werd het ontdekt, maar men had geen idee van de omvang. Na trillingen en nieuwe boringen werd dit pas duidelijk. In 1963 werd besloten het hoofdkantoor van de Nederlandse Gasunie naar Groningen te verplaatsen, wat na veel tegenstribbelen uiteindelijk ook gebeurde in 1968. Sinds 1994 zetelt de Gasunie in een markant gebouw in de stad. In 1997 werd een van de twee ondergrondse aardgasopslagplaatsen van Nederland bij het Groningse Grijpskerk aangelegd.

### Economische politiek na 1970
Na 1970 nam de werkloosheid toe door de achteruitgang van de aardappelmeelindustrie en de strokartonfabrieken. De opening van de Eemshaven bracht nauwelijks nieuwe activiteit.
Het kabinet-Den Uyl voerde een stimuleringsbeleid in achterblijvende regio's als Zuid-Limburg en Oost-Groningen. Bij de spreiding van Rijksdiensten moest de hoofddirectie van de PTT verhuizen naar de stad Groningen. Met de Wet op de Investeringsrekening wilde de PvdA bedrijven fiscaal belonen voor vestiging in gebieden met een bovengemiddelde werkloosheid. Door de val van Den Uyl kwam de wet nooit in het Staatsblad. Latere liberale regeringen wilden juist investeren in economisch sterke regio's. De geplande zweeftrein van de Randstad via Groningen naar Hamburg werd geschrapt.

### Blauwestad en Meerstad
In 1997 werd begonnen met het Blauwestad-project. Dit project hield in dat het stuk land tussen de plaatsen Winschoten, Finsterwolde, Beerta en Midwolda onder water kwam te staan. Hierdoor is een recreatieplas ontstaan waar allerlei voorzieningen omheen werden gebouwd. In 2005 werd het project gestart door Koningin Beatrix die de kraan voor het meer opende. Volgens de planning zou dit project in 2016 worden voltooid.
Ten oosten van de stad Groningen werd een begin gemaakt met het woningbouwproject Meerstad, dat een langere aanloopperiode had.

## Handboeken
De provincie Groningen heeft niet, zoals sommige andere provincies, geen eigen instelling voor cultuurhistorie. Studie naar de geschiedenis verloopt zodoende vooral via de Rijksuniversiteit. De belangstelling voor de regionale geschiedenis was hier vanouds aanwezig en kreeg in de laatste decennia van de 20e eeuw een belangrijke stimulans door de opkomst van de sociale en economische geschiedenis.
Lange tijd was Historie van Groningen: Stad en Land onder redactie van W.J. Formsma e.a. uit 1976 het standaard handboek. In 2009 verscheen de (nieuwe) Geschiedenis van Groningen, een driedelig werk onder redactie van Maarten G.J. Duijvendak (toenmalig hoogleraar regionale geschiedenis) en gefinancierd door de Stichting Erven De Jager. Hierin werden de resultaten van ruim dertig jaar onderzoek verwerkt. Het eerste deel behandelt de prehistorie en de middeleeuwen, het tweede deel Groningen tijdens de Republiek, het derde deel de jongste geschiedenis van stad en provincie.
Het nieuwe handboek bouwt voort op kennis die vooral is vastgelegd in de publicaties uit de Groninger Historische Reeks, waarvan sinds 1987 ruim veertig delen zijn verschenen.

## Collecties en instellingen
Het Regionaal Historisch Centrum Groninger Archieven vormt de belangrijkste instelling die zich bezig houdt met de geschiedenis van de provincie Groningen. De Groninger Archieven zijn in 2002 ontstaan door samenvoeging van de collecties van het Rijksarchief Groningen en het Gemeentearchief Groningen. Ook de overige gemeenten en de waterschappen Hunze en Aa's en Noorderzijlvest hebben eigen archiefcollecties. De archieven werken samen in het Groninger Archiefnet, waarvan de website online toegankelijk is. Uit een samenwerkingsverband tussen de Groninger Archieven en het Drents Archief is het digitale oorkondenboek Cartago ontstaan met materiaal tot 1600; deze website gaat in 2025 offline. Het Gronings AudioVisueel Archief (GAVA), opgericht in 1992, is in 2019 opgegaan in de Groninger Archieven onder de naam Filmbank Groningen.
Belangrijke regionale boekencollecties bevinden zich in de Groningse universiteitsbibliotheek, in Forum Groningen en in de magazijnen van Biblionet Groningen. Regionale collecties zijn voorhanden bij de Stichting 't Grunneger Bouk te Scheemda, in het Fransema Kabinet te Tjamsweer en bij het Luitje Hoeksemafonds te 't Zandt. Ook Tresoar te Leeuwarden en de Ostfriesische Landschaft te Aurich hebben veel materiaal over de Groningse geschiedenis. Vanuit de Fryske Akademy zijn de 19e-eeuwse kadastergegevens toegankelijk gemaakt op de website van HisGIS-Groningen. 
Geschiedenis en cultuur van Groningen worden sinds 2006 onder de aandacht gebracht van het grotere publiek via de website Het Verhaal van Groningen, een ambitieus project dat door de Provincie en het Ministerie van OCW werd ondersteund. Het project maakte in 2014 een doorstart onder de titel De Verhalen van Groningen. De website, waar sinds 2019 ook de Canon van Groningen te vinden is, wordt sinds 2021 beheerd door Erfgoedpartners.
Groningen kent enkele tientallen musea met omvangrijke historische collecties, waarvan het Groninger Museum verreweg de grootste is. Musea van bovenregionaal belang zijn onder andere Museum Wierdenland te Ezinge, Museum Klooster Ter Apel, Openluchtmuseum Het Hoogeland te Warffum en het Veenkoloniaal Museum te Veendam, dat ook de collecties over regionale scheepvaart beheert. Het gebouwde erfgoed van de provincie is verder gedocumenteerd in het Nederlands Openluchtmuseum te Arnhem (boerderij uit Beerta) en het Zuiderzeemuseum te Enkhuizen (straatje uit Zoutkamp). De 18e-eeuwse vesting Bourtange is in de jaren 1970 gereconstrueerd.
Musea en instellingen worden ondersteund door het platform Erfgoedpartners Groningen, dat is ontstaan uit een samenwerking van het Museumhuis Groningen en Het Groninger Molenhuis. De organisatie besteedt onder andere aandacht aan erfgoededucatie, borgen, molens, orgels en grafcultuur. Hij geeft meerdere nieuwsbrieven en een tijdschrift uit. De museumcollecties zijn vanaf 2002 geïnventariseerd door het Museum Inventarisatie Project en sinds 2018 digitaal toegankelijk via de website Collectie Groningen. Archeologische vondsten worden bewaard en gedocumenteerd in het Noordelijk Archeologisch Depot (NAD) te Nuis. Het archeologische instituut van de Rijksuniversiteit bezit daarnaast een eigen documentatiesysteem. De aandacht voor immaterieel cultureel erfgoed (met name de Groningse taal) wordt gecoördineerd door het Centrum Groninger Taal en Cultuur (eerder Huis van de Groninger Cultuur), dat sinds 2020 nauw samenwerkt met Erfgoedpartners Groningen.
De Cultuurhistorische vereniging Stad en Lande, de Stichting Oude Groninger Kerken en de Stichting 't Grunneger Bouk zijn de belangrijkste particuliere organisaties die zich bezig houden met de geschiedenis en de cultuur van de provincie. Alle driegeven eigen tijdschriften uit. Het Gronings Historisch Jaarboek is in 2022 voor het laatst verschenen. Ook actief op het erfgoedterrein zijn de stichting Groninger Kerken, de Boerderijenstichting Groningen, de Stichting Groningen Orgelland, de Stichting De Groninger Poldermolen en de Molenstichting Midden- en Oost-Groningen. De Stichting Groninger Borgen werd in 2006 opgeheven. Vijf Archeologische Informatiepunten, ontwikkeld sinds 2003, sloten na tien jaar weer de deuren. De Stichting Verdronken Geschiedenis houdt zich bezig met de historie van het Waddengebied. 
De regio's Oldambt en Stadskanaal hebben een eigen streekhistorisch centrum. In Veendam vormt het Veenkoloniaal Museum een belangrijk ontmoetingspunt. Er bestaan historische verenigingen (dan wel stichtingen) voor Bedum, Duurswold, Haren, Hoogezand-Sappemeer e.o., Leek e.o., Loppersum, Lutjegast, De Marne, Marum-Vredewold, Menterwolde, Noordelijk Hunzingo, Scharmer-Harkstede, Scheemda e.o., Ten Boer, Ubbega, Westerwolde, Winschoten, Winsum-Obergum en Zuidhorn. De vereniging Amasius te Delfzijl-Appingedam werd in 2023 opgeheven. Veel historisch materiaal is gepubliceerd in regionale boerderijenboeken, die sinds de jaren zestig vooral in Noord- en Oost-Groningen zijn verschenen.